# Macrobrachium jacobsoni
Macrobrachium jacobsoni är en kräftdjursart som beskrevs av Lipke Bijdeley Holthuis 1950. Macrobrachium jacobsoni ingår i släktet Macrobrachium och familjen Palaemonidae. Inga underarter finns listade i Catalogue of Life.